# Kiyoshi Itō
Kiyoshi Itō (伊藤 清, Itō Kiyoshi) (Inabe, 7 de setembro de 1915 — Kyoto, 10 de novembro de 2008) foi um matemático japonês.
É conhecido pelo cálculo de Itō. O conceito básico para este cálculo é a integral de Itō, e o resultado mais básico é o lema de Itō. Seus estudos são fundamentais para o estudo das equações diferenciais estocásticas. Sua teoria é bastante aplicada, por exemplo, em matemática financeira.
Seu sobrenome costuma ser escrito Itô ou Ito no alfabeto ocidental, mas pelo sistema Hepburn, o certo é Itō.

## Obras
- com Henry McKean: Diffusion processes and their sample paths, Springer, Grundlehren der mathematischen Wissenschaften, 1965, 1974
- Selected papers, Springer 1987 (Eds. S.R.S.Varadhan, Daniel Stroock)
- Stochastic processes, Springer 2004 (Vorlesungen Aarhus)
- Lectures on stochastic processes, Springer 1984 (Vorlesungen Tata Institut, Bombay)